# Bergambacht
Bergambacht é uma vila e o antigo município ao oeste dos Países Baixos, na província da Holanda do Sul. Em 2015, Bergambacht foi incorporada ao município de Krimpenerwaard.
A área de Bergambacht, que também inclui as partes periféricas da cidade, bem como a zona rural circundante, tem uma população estimada em 10 016 habitantes (2014).